# Hàn Quỹ
Hàn Quỹ (chữ Hán: 韩轨, ? - ?), tự Bách Niên, người huyện Địch Na, quận Thái An , tướng lãnh nhà Đông Ngụy, nhà Bắc Tề.

## Cuộc đời và sự nghiệp
Quỹ từ nhỏ có chí lớn, tính thâm trầm, mừng giận không lộ ra mặt.
Cao Hoan trấn thủ Tấn Châu, cất nhắc Quỹ làm Trấn thành đô đốc. Khi Hoan khởi binh ở Tín Đô chống lại quyền thần Nhĩ Chu Triệu, Quỹ lập tức tán thành. Quỹ theo đại quân đánh bại liên quân họ Nhĩ Chu ở trận Quảng A, sau đó là trận Hàn Lăng, được phong Bình Xương huyện hầu. Tiếp tục đốc lãnh Trung quân, tham gia đánh bại Nhĩ Chu Triệu ở Xích Hồng lĩnh.
Quỹ được thăng làm Thái Châu thứ sử, rất được lòng người ở vùng biên cương. Cao Hoan tuần hành qua Thái Châu, muốn đưa Quỹ về triều. Cao Hoan vốn muốn tặng 2 xúc lụa cho mỗi hộ trong 4 thành của Thái Châu, bọn Điền Chiêu 7000 hộ từ chối, chỉ xin giữ lại Quỹ. Cao Hoan cảm thán, bèn cho Quỹ ở lại.
Quỹ liên tục có quân công, được tiến phong An Đức quận công. Được thăng Doanh Châu thứ sử; tại đây Quỹ nhận hối lộ, bị ngự sử đàn hặc, nên bị cắt quan tước. Không lâu sau, được phục tước An Đức quận công; trải qua các chức vụ Trung thư lệnh, Tư đồ.
Nhà Bắc Tề được lập, Quỹ được phong An Đức quận vương. Em gái Quỹ được Cao Hoan nạp làm thiếp, sanh Thượng Đảng vương Cao Hoán, lại thêm Quỹ có huân công, nên được đặt ngang hàng tam công . Quỹ thường tỏ ra khiêm tốn cung kính, không cậy phú quý mà kiêu căng.
Về sau Quỹ được bái làm Đại tư mã, theo Văn Tuyên đế chinh thảo Nhu Nhiên, bệnh mất ở trong quân. Được tặng Giả Hoàng việt, Thái tể, Thái sư, thụy là Túc Vũ. Năm Hoàng Kiến đầu tiên (560), được đưa vào thờ trong miếu của Văn Tương đế.